# Castianeira cincta
Castianeira cincta là một loài nhện trong họ Corinnidae.
Loài này thuộc chi Castianeira. Castianeira cincta được Richard C. Banks miêu tả năm 1929.